# Tapisciaceae
Tapisciaceae — родина квіткових рослин. Донедавна таксономісти відмовилися від нього, і він не був визнаний у системі APG II 2003 року. Однак у системі APG III його було відновлено, щоб охопити два роди Tapiscia та Huertea із загалом шістьма відомими видами.